# Carlos Lesmes Serrano
Carlos Lesmes Serrano (Madrid, 10 de juny de 1958) és un magistrat espanyol.
Actualment és el president del Tribunal Suprem d'Espanya i del Consell General del Poder Judicial.

## Carrera judicial
Lesmes va néixer a Madrid en 1958. Després de treure la carrera de dret, Lesmes va ingressar per oposició a les carreres judicial i fiscal el 1984, on va optar per començar la seva carrera com a fiscal fins que en 1993 es va canviar a la carrera judicial. Com a Fiscal, va estar destinat a les Audiències d'Alacant (1984-1985), Madrid (1985-1992) i al Tribunal Constitucional (1992-1993).
En 1993 va reingressar a la carrera judicial, després de superar les oposicions a magistrat especialista de l'ordre jurisdiccional contenciós-administratiu. Entre 1993 i 1996 va ser magistrat en la Sala del Contenciós-Administratiu del Tribunal Superior de Justícia de la Comunitat Valenciana.
Entre 1996 i l'any 2004 va estar en situació de serveis especials dins de la carrera judicial, a causa que va exercir com a director general d'Objecció de Consciència (1996-2000) i com a director general de Relacions amb l'Administració de Justícia (2000-2004), tots dos càrrecs del Ministeri de Justícia.
Lesmes va tornar el 2005 a la seva plaça a la Secció Vuitena de la Sala del Contenciós-Administratiu de l'Audiència Nacional. Aquest any va ser nomenat president d'aquesta sala, càrrec que va exercir fins a l'any 2010. Així mateix, va ser president en funcions de l'Audiència Nacional des de setembre de 2008 a abril del 2009.
Al març de 2010, va aconseguir plaça a la Sala Tercera del Contenciós-Administratiu del Tribunal Suprem.
En 2012, Lesmes va ser membre de la Comissió Institucional designada pel Ministeri de Justícia per assessorar en l'elaboració de la proposta de reforma de Llei orgànica del poder judicial i de la Llei de demarcació i planta judicial.
El 9 de desembre de 2013 va ser elegit pel Ple del Tribunal Suprem com a president d'aquest.
El 7 de setembre de 2022, en l'acte d'obertura de l'any judicial a la sala principal del Tribunal Suprem, lloà davant del rei Felip VI d'Espanya la feina realitzada pels jutges del judici al procés independentista català, considerat per ell com a «estremidor» per a la «nació espanyola». També equiparà corrupció i independentisme com a «exemples paradigmàtics» de defensa del Dret i la Constitució Espanyola de 1978. Així mateix, es mostrà contrari a la «desjudicialització» del procés independentista català perquè els magistrats no foren culpables del que passà.

## Publicacions
Autor de diverses obres sobre protecció de dades de caràcter personal, Dret d'Internet, Dret Penal Administratiu, Ètica de les Professions Jurídiques, Contractació Pública i Procés contenciós-administratiu, Lesmes ha participat com a director i com a ponent en nombrosos cursos i seminaris sobre la seva especialitat destinats a jutges, fiscals i secretaris judicials.

## Premis i reconeixements
Està en possessió de la Gran Creu de l'Orde de Sant Ramon de Penyafort i de la medalla d'or concedida per la Lliga Espanyola Pro-Drets Humans per la tasca en pro de l'objecció de consciència.